# Khalid El Hatri
Khalid El Hatri (Antwerpen, 23 september 1984) is een Belgische sociaal werker, lector aan de Karel de Grote Hogeschool en sociaal ondernemer. 

## Biografie
El Hatri groeide op in Borgerhout. Hij behaalde een diploma sociaal werk en werkte daarna zeventien jaar in de sociale sector, voornamelijk binnen de jeugdzorg. Tijdens zijn loopbaan hield hij zich bezig met herstelgericht werken, jongerenparticipatie en preventieve hulpverlening.
In 2020 richtte hij Young FENIX op, een organisatie die jongeren in maatschappelijk kwetsbare situaties begeleidt rond mentaal welzijn.
Daarnaast kwam hij in diverse media aan het woord over mentale gezondheid bij mannen en vaders, waarbij thema’s zoals kwetsbaarheid en emotioneel welzijn aan bod kwamen.